# Rima Rima
Rima Rima es una montaña en la Cordillera Blanca en los Andes del Perú, de aproximadamente 5248 metros sobre el nivel del mar, se encuentra en las provincia de Huaraz en el distrito de Independencia en Áncash. La montaña se ubica entre las quebradas de Llaca (al norte) y Cojup (al sur).
El nombre de la montaña en quechua ancashino viene de la palabra rimay, que significa 'hablar'. Rima Rima también es el nombre común de una planta nativa de la zona: Ranunculus weberbaueri.